# Jan Kalff (landschapsarchitect)
Jan Kalff (Eindhoven,1933) is een Nederlandse tuin- en landschapsarchitect. 

## Loopbaan
Kalff groeide op in Eindhoven en bracht de oorlogsjaren door in de bossen rond Valkenswaard. Na de HBS ging hij naar Boskoop, waar hij eerst de Rijks Middelbare Tuinbouwschool (RMTS) en daarna de Hogere Opleiding voor Tuinarchitectuur volgde. Wim Boer en later Hans Warnau waren daar in het begin van de jaren zestig zijn leermeesters in het vak ontwerpen. Na zijn afstuderen in 1962 werkte Kalff twee jaar op het bureau van Wim Boer in Rotterdam, waar hij onder meer meewerkte aan het stadspark in Leiderdorp, openbaar groen in Spijkenisse en de boulevard van Kampen. 
In 1964 werden Jan Kalff en Johan Hofman door Hans Warnau en Jasper Meijers gevraagd toe te treden tot hun bureau. In 1971 leidde de samenwerking tot een centrale vestiging aan de Oudegracht in Utrecht. In die tijd ontwierp Warnau - als extern adviseur voor Rijksdienst voor de IJsselmeerpolders - groenplannen voor de nederzettingen in Oostelijk Flevoland: de beplanting in de dorpskernen, sportcomplexen en begraafplaatsen. In Kalff's eerste jaren bij het bureau bestond het leeuwendeel van het werk uit deze opgaven. De ervaringen in Oostelijk Flevoland waren bepalend voor de koers die Warnau en Kalff op programmatorisch en strategisch niveau in hun beroepspraktijk zouden uitzetten. Warnau verdiepte zich in de betekenis van verschillende soorten recreatie. Kalff zocht zijn opdrachten vooral in het stedelijk gebied: groeikernen, gevangenissen en bedrijventerreinen. 
De uitgangspunten die in Oostelijk Flevoland werden ontwikkeld is hij zijn hele loopbaan blijven perfectioneren, wat uitmondde in het zogeheten puntsgewijze groensysteem, een systeem voor openbare groenvoorzieningen voor verschillende leeftijdscategorieën. Daarmee begon iedere opgave. De werkwijze van het bureau is herkenbaar aan de wijze waarop wordt omgegaan met drie aspecten: bestuur, creativiteit en techniek. Deze drie aspecten en hun samenhang bepalen het uiteindelijke ontwerp. De samenwerking tussen Warnau en Kalff was zeer vruchtbaar. Waar Warnau vooral op het conceptuele vlak was georiënteerd, legde Kalff zich eerder toe op de ambachtelijke kant van het vak. Samen creëerden ze een intense samenwerking tussen ontwerper en opdrachtgever.

## Ontwerpen
- Woonwijk Archipel, Lelystad (1967-1977)
- Basisinrichtingsplan Malieveld-Koekamp, Den Haag (1971-1975)
- Bestemmingsplan Houten (1972-1975)
- Bestemmingsplan Bijvanck, Blaricum (1973-1979)
- Juliana van Stolbergkazerne, Amersfoort (1978-1988)
- Speelruimteplan Westpunt, Rotterdam (1991-1992)
- Parkaanleg Houten-Zuid (1997-2010)

- RKD-Nederlands Instituut voor Kunstgeschiedenis: 249414
- Système universitaire de documentation: 139799389
- Virtual International Authority File: 194351475